# Britt Valkenborghs
Britt Valkenborghs (Mol, 10 december 1990) is een Belgische filmexperte, presentatrice, schrijfster en stemactrice.
Valkenborghs studeerde van 2008 tot 2012 communicatie aan de Artesis Plantijn Hogeschool. Van 2012 tot 2014 studeerde zij theater- en filmwetenschappen aan de Universiteit van Antwerpen en behaalde de mastertitel.
Als stemactrice vertolkte ze in 2017 de rol van Harley Quinn in de Vlaamse versie van de LEGO Batman-film. In 2018 maakte ze de webserie FilmQlub en werkte ze als videomaker en presentatrice voor Canvas. In 2019 presenteerde ze zowel de online video's van Film Festival Oostende als Film Fest Gent. In 2021 was Valkenborghs de Vlaamse presentatrice van de live-uitzending van de Oscars Telenet Play More. In de Vlaamse tv-serie Familie op VTM vertolkt ze de rol van therapeute Silke (2023).